# Croda Rossa d'Ampezzo
Croda Rossa d'Ampezzo (Hohe Gaisl in tedesco, Croda Rosa o Crep Checio in ladino) è un gruppo montuoso situato nel Parco Naturale delle Dolomiti di Ampezzo (Provincia di Belluno) e nel Parco naturale Fanes - Sennes - Braies (Provincia di Bolzano).. L'omonima cima, la più elevata (3.146 m) del gruppo, è localizzata in una zona di elevato valore naturalistico e ambientale e si tratta una delle Cime più importanti del territorio di Cortina d'Ampezzo.

## Il gruppo
Il gruppo di queste cime (all'interno del supergruppo delle Dolomiti di Braies) è molto vasto e ha dei confini geografici abbastanza ampi, infatti è limitato dalla val Bóite, la val Badia e la val di Braies. Il gruppo ha una cima che sovrasta nettamente tutte le altre: la Croda Rossa, una cima dai molteplici colori, tra i quali padroneggia il rosso.
La Croda Rossa è il massiccio più interno delle Dolomiti d’Ampezzo, con clima spiccatamente continentale ed estesa presenza dei larici-cembreti al limite superiore del bosco; di notevole valore sono i pini cembri secolari di Lerosa, nonché la presenza di rarissime specie boreali quali la Carex chordorrhiza e Hierochloe odorata, di presenza unica nelle Dolomiti.

### Vette
- Sottogruppo della Croda d'Ampezzo (9.a)
  - Croda Rossa d'Ampezzo (Croda Rossa, Hohe Gaisl, Croda Rósa, Crep Checio) - 3.146 m
  - Crodaccia (Schlechtgaisl) - 2.531 m
  - Crodaccia Alta (Hohe Schlechtgaisl) - 2.967 m
  - Croda Rossa Piccola (Kleine Gaisl) - 2.859 m
  - Remeda Rossa (Rote Wand) - 2.605 m
  - Croda del Becco (Seekofel, Sass dla Porta, Sas dla porta, Cu de ra Badesa) - 2.810 m
  - Monte Muro (M. Muro, Ofenmauer) - 2.458 m
- Sottogruppo del Signore (9.b)

- - Sasso del Signore (Il Signore, Herrstein) - 2.447 m
  - Giavo Grande (Grosser Jaufen) - 2.480 m
  - Giavo Piccolo (Kleiner Jaufen) - 2.372 m
  - Monte delle Rondini (M. delle Rondini, Schwalbenkopf) - 2.481 m
  - Campo Cavallo o Sasso Rosso di Braies (Grosser Roßkopf) - 2.594 m
  - Monte Daumo (M. Daumo o Pollice, Daumkofel) - 2.259 m
  - Monte Riva (M. Riva, Astspitz) - 1.803 m
- Sottogruppo di Sennes (9.c)
- Sottogruppo di Bechei (9.d)

## Conformazione rocciosa
Tutto il gruppo è principalmente costituito da dolomia principale, ma deve il suo colore, ovvero il suo nome alla presenza di calcari giurassici e marne cretacee.

## Prima conquista
La conquista della vetta più 
alta  ebbe luogo il 20 giugno 1870 ad opera di Whitwell, accompagnato dalle guide Siorpaes e Christian Lauener, risalendo il canalone ovest. Nel 1865 sfortunatamente era fallito invece, ad un passo dalla cima, il tentativo di Grohmann di conquistare con due guide la vetta lungo la parete nord-ovest. Più difficilmente verificabile è invece la presunta conquista della vetta nel lontano 1794 da parte del barone Franz von Wulfen.

## Salita alla cima
La cima è raggiungibile, non facilmente, dalla località Ponticello, in Val di Braies.
La salita alla cima non è delle più semplici; esistono in effetti solo due vie, dette normali, ma che sono alquanto difficili, e rese ancor più impegnative dal fatto che la roccia è "marcia", ovvero molto friabile.
- A ovest esiste la Via Grohmann (oggi poco frequentata)
- A nord-est l'altra, la Via Innerkofler, più impegnativa e accessibile da Prato Piazza.

In passato se si necessitava di un punto d'appoggio, si poteva utilizzare il bivacco Pia Helbig Dall'Oglio, gestito dalla sezione del CAI di Cortina d'Ampezzo, a 2.253 m s.l.m., nella Val Montejela (ovvero lungo il versante sud-ovest). Il bivacco Dall'Oglio è stato demolito e dall'estate 2013 non esiste più.

## Anello attorno alla Croda Rossa
Esiste tuttavia la possibilità di effettuare un giro (di 10 ore) attorno alla montagna. Partendo dal passo Cimabanche (1.530 m), dopo 1,5 ore circa si arriva alla forcella Lerosa (2.020 m) dove sono visibili dei resti della guerra. Da qui dopo altre 4 ore, si procede verso la forcella Cocodain (2.332 m), giungendo infine dopo altre 3 ore a Prato Piazza (1.991 m). Qui è possibile poi scendere nuovamente al passo Cimabanche attraverso la valle dei Canopi.

## Frane
Il 19 agosto 2016, una massa di roccia con un fronte di 200 metri e uno spessore di 30 metri, per un volume di circa 500.000-700.000 metri cubi, è crollata dalla Piccola Croda Rossa (2859 m); ciò era già stato segnalato essendo stati chiusi i sentieri numeri 3 e 4 per la traversata da malga Stolla alla malga Rossalm. La polvere sollevata dalla frana ha causato anche la momentanea chiusura della strada per Prato Piazza.

## Leggende
Presso la Croda Rossa abitava la "Principessa delle marmotte".
Se si fa riferimento alla leggenda dei Fanes, la Croda Rossa è una cima sacra, alla cui base sorge la fondatrice del regno: Moltina. Se si considera tutta la leggenda però, la cima non viene poi più citata, in quanto la saga procede nella zona delle Cunturines.

## Curiosità
Dalla località Prato Piazza è possibile osservare una particolare conformazione rocciosa, nota come l'Occhio di Dio, ovvero un buco di notevoli dimensioni, scavato nella roccia. In Valle d'Ampezzo il buco è noto come Busc de ra Costa del Pin.